# Eptesicus innoxius
Eptesicus innoxius é uma espécie de morcego da família Vespertilionidae. Pode ser encontrada no noroeste do Peru e no oeste do Ecuador, incluindo a ilha de Puna.